# Mariliendre (serie de televisión)
Mariliendre es una serie de televisión por internet española de comedia musical creada por Javier Ferreiro para Atresplayer. Está producida por Suma Content y protagonizada por Blanca Martínez. Se estrenó en Atresplayer el 27 de abril de 2025, tras el lanzamiento de sus dos primeros episodios en cines de toda España bajo la distribución de Beta Fiction Spain.

## Sinopsis
Meri Román solía ser una diva de la noche gay de Madrid hace diez años. Sin embargo, actualmente se encuentra atrapada en una vida monótona, agotadora y anodina, que se ve sacudida por la muerte de su padre. Este evento traumático la lleva a reconectar con su antiguo grupo de amigos gais, con quienes rememora su pasado y al mismo tiempo asienta las bases de su futuro.

## Reparto

### Principal
- Blanca Martínez Rodrigo como María "Meri" Román
- Martin Urrutia como Jeremías "Jere" Escudero
- Omar Ayuso como Luis (Episodio 1 - Episodio 3, Episodio 5 - Episodio 6)
- Carlos González como Saúl (Episodio 1 - Episodio 3, Episodio 5 - Episodio 6)
- Yenesi como Leo (Episodio 1 - Episodio 3, Episodio 5 - Episodio 6)
- Álvaro Jurado como Santi (Episodio 2 - Episodio 6)
- Mariona Terés como Paula Román (Episodio 1, Episodio 5 - Episodio 6)
- Jorge Silvestre[a] como Nino
- Esteban Navarro como Felipe (Episodio 1, Episodio 5 - Episodio 6)

con la colaboración especial de
- Mariano Peña como Manuel "Manolo" Román López
- Nina como Inés
- Lola Rodríguez como Almudena (Episodio 1)
- Pepón Nieto como Paco  (Episodio 4)

con la participación de
- Soraya Arnelas como Dependienta (Episodio 3)
- Chenoa como Viuda (Episodio 4)
- Melody como Melodía (Episodio 6)

### Recurrente
- Javier De La Asunción Soto como Beto (Episodio 1 - Episodio 3, Episodio 5)
- Jesús Benzal Montes como Benja (Episodio 1 - Episodio 3, Episodio 5)
- La Merce como Jana (Episodio 1 - Episodio 3, Episodio 5)
- Andoni García Rubio como Fabián (Episodio 1 - Episodio 3, Episodio 5)
- Álvaro Almodóvar como Samuel (Episodio 1, Episodio 5 - Episodio 6)

### Invitado
- Diego Vidales como Nacho (Episodio 1)
- Venedita Von Däsh como Ella misma (Episodio 1, Episodio 6)
- Hornella Góngora como Ella misma (Episodio 1, Episodio 6)
- Christian Sánchez como Actor porno (Episodio 1)
- Ricky Merino como Actor porno (Episodio 1)
- Carlos Marco como Actor porno (Episodio 1)
- Álvaro Larrán como Guillermo "Guille" (Episodio 1)
- Loli Pascua como Tía Josefina (Episodio 1)
- Javier García como Tío Ignacio (Episodio 1)
- Richard Collins-Moore como Primo Ernesto (Episodio 1)
- Albert Infante "La Infanta Gitana" como Ella misma (Episodio 2)
- Javier Ferreiro como Celador (Episodio 2)
- Ángeles Ortega como Ilda (Episodio 3, Episodio 5)
- Joel Angelino como Armando (Episodio 3)
- Zack Gómez como Javi (Episodio 3, Episodio 6)
- Carlos Peguer como La Pija (Episodio 3)
- Mariang Maturana como La Quinqui (Episodio 3)
- Pablo Lluch como Pianista (Episodio 3)
- Mariana Stars como Twink en Tanga (Episodio 3)
- Jorge Calvo como Jaime (Episodio 3 - Episodio 4)
- Juanba Cucarella como Lalo (Episodio 3 - Episodio 4)
- Jazz Vilá como Santana (Episodio 3 - Episodio 4)
- Piti Alonso como Luciano (Episodio 3 - Episodio 4)
- Óliver Oviedo como Juan (Episodio 5 - Episodio 6)
- Amy Gómez-Limón como Noah (Episodio 5 - Episodio 6)
- Juan Doblado como Teo (Episodio 5 - Episodio 6)
- Belén Martí Lluch como Doctora (Episodio 6)
- Teresa Guirao como Sanitaria (Episodio 6)
- Antonio Carmona como Cajón Flamenco (Episodio 6)
- Vic Mirallas como Guitarrista (Episodio 6)
- La Elenas como Secretaria (Episodio 6)

## Episodios
| N.º | Título                                          | Dirigido por    | Escrito por                      | Fecha de lanzamiento original |
| --- | ----------------------------------------------- | --------------- | -------------------------------- | ----------------------------- |
| 1   | «Y yo sigo aquí»                                | Javier Ferreiro | Javier Ferreiro y Paloma Rando   | 27 de abril de 2025           |
| 2   | «Lo que te conté mientras te subía la pastilla» | Javier Ferreiro | Javier Ferreiro y Paloma Rando   | 4 de mayo de 2025             |
| 3   | «La que pasó, pasó»                             | Javier Ferreiro | Javier Ferreiro y Carmen Aumedes | 11 de mayo de 2025            |
| 4   | «Escondidos»                                    | Javier Ferreiro | Javier Ferreiro y Paloma Rando   | 18 de mayo de 2025            |
| 5   | «No te vistas que es mejor no ir»               | Javier Ferreiro | Javier Ferreiro y Carmen Aumedes | 25 de mayo de 2025            |
| 6   | «Siempre serás una travesti»                    | Javier Ferreiro | Javier Ferreiro y Paloma Rando   | 1 de junio de 2025            |

### Programas especiales
- «Más de Mariliendre»: Documental emitido el 8 de junio de 2025 en el que se recopilan los secretos de creación y rodaje de la ficción, con un detrás de las escenas de los ensayos y la grabación, y entrevistas con el reparto artístico y técnico.[4]

## Producción

### Desarrollo
La serie surge con la motivación de reivindicar la figura de la mariliendre, término con el que tradicionalmente se ha identificado en España a las mujeres heterosexuales que mantienen numerosas amistades con hombres gais.
La ficción está codirigida por Javier Ferreiro y Vicente Villanueva, mientras que los guiones corren a cargo de Javier Ferreiro, Paloma Rando y Carmen Aumedes. En el ámbito musical, Belén Martí es la coreógrafa de la serie, y Pablo Lluch y Vic Mirallas son los directores musicales. La dirección de fotografía corre a cargo de Lali Rubio y Andreu Adam, mientras que Marta Loza es la directora de arte, Diana García es la figurinista, y Ana Urosa y Raúl Gallego están al frente de maquillaje y peluquería. La producción corre a cargo de Javier Calvo y Javier Ambrossi.

### Rodaje
La serie se rodó en un período de diez semanas entre mayo y julio de 2024 en varias localizaciones de la Comunidad de Madrid, incluyendo el barrio de Chueca y el municipio de Alcorcón.

### Banda sonora
La banda sonora, mediante una mezcla de canciones originales y versiones míticas de los 2000, corrió a cargo de Pablo Lluch y Vic Mirallas. La cantante Bea Férnandez puso la voz cantada a la actriz Blanca Martínez.
Las canciones se publicaron en todas las plataformas digitales conforme se fue estrenando cada episodio.
| Episodio 1 |                                                |                                                            |                                                                 |          |  |
| N.º        | Título                                         | Escritor(es)                                               | Voz principal                                                   | Duración |  |
| 1.         | «Que el ritmo no pare (de Patricia Manterola)» | Estafano Salgado Julio César Reyes                         | Bea Fernández                                                   | 1:12     |  |
| 2.         | «Amén (de Azúcar Moreno)»                      | José Miguel Gallardo Vera Luis Cabañas Aguado              | Fernández Martin Urrutia Carlos González Nina Omar Ayuso Yenesi | 1:32     |  |
| 3.         | «Te quiero más (de Fórmula Abierta)»           | Alejandro Soler Gallego Sergio Soler Gallego Jose Sole Gra | Fernández Urrutia                                               | 1:35     |  |
| 4.         | «Yo quiero bailar (de Sonia y Selena)»         | Toni Ten Xasqui Ten                                        | Fernández Urrutia González Ayuso Yenesi                         | 1:11     |  |
| 5.         | «Psicofonía (de Gloria Trevi)»                 | Gloria de los Ángeles Treviño Ruiz                         | Fernández Ricky Merino Carlos Marco Christian Sánchez           | 2:06     |  |
| 6.         | «Dime (de Beth)»                               | Amaia Martínez Barrio Jesús María Pérez Muguruza           | Fernández                                                       | 3:01     |  |
| 10:41      |                                                |                                                            |                                                                 |          |  |

| Episodio 2 |                                           |                             |                                                     |          |  |
| N.º        | Título                                    | Escritor(es)                | Voz principal                                       | Duración |  |
| 1.         | «Lo haré por ti (de Paulina Rubio)»       | Fabio Alonso Salgado        | Bea Fernández Martin Urrutia                        | 2:23     |  |
| 2.         | «Toma vitamina (de La Fiesta)»            | Alejandro Abad              | Fernández Urrutia Carlos González Omar Ayuso Yenesi | 2:38     |  |
| 3.         | «Toma vitamina, casa Saul (de La Fiesta)» | Alejandro Abad              | Fernández González Mariano Peña                     | 1:12     |  |
| 4.         | «Ella (de Bebe)»                          | Maria Nieves-Rebolledo-Vila | Fernández González                                  | 2:46     |  |
| 8:59       |                                           |                             |                                                     |          |  |

| Episodio 3 |                                                            |                                                                |                                                                              |          |  |
| N.º        | Título                                                     | Escritor(es)                                                   | Voz principal                                                                | Duración |  |
| 1.         | «Puede ser (de Conchita (cantante))»                       | Maria Concepcion Mendivil Feito                                | Bea Fernández Martin Urrutia Carlos González Omar Ayuso Yenesi Álvaro Jurado | 2:58     |  |
| 2.         | «La noche es para mí (de Soraya Arnelas)»                  | Dimitrios Stassos Felipe Pedroso Irini María Michas Jason Gill | Fernández Soraya Arnelas                                                     | 1:31     |  |
| 3.         | «En qué estrella estará (de Nena Daconte)»                 | María Isabel Meneces García Valdecasas                         | Fernández Ayuso                                                              | 2:20     |  |
| 4.         | « En qué estrella estará - Versión coro (de Nena Daconte)» | Meneces García Valdecasas                                      | Fernández Coro de Hombres Gay de Madrid                                      | 1:03     |  |
| 7:52       |                                                            |                                                                |                                                                              |          |  |

| Episodio 4 |                                                      | |                                                                                         |          |  |
| N.º        | Título                                               | Escritor(es) | Voz principal                                                                           | Duración |  |
| 1.         | «En tu cruz me clavaste (de Chenoa)»                 | Bruno Nicolás Fernández Carlos Alberto Galvez Perez Francisco Javier Ponferrada Rodriguez William Enrique Luque Guillermo | Mariano Peña Pepón Nieto                                                                | 2:13     |  |
| 2.         | «Cuando tú vas (de Chenoa)»                          | María Pilar Sanz Casinos Nuria Monferrer Roig Luque Guillermo                                                             | Bea Fernández Martin Urrutia Jorge Silvestre                                            | 3:40     |  |
| 3.         | «Todo irá bien (de Chenoa)»                          | Alfonso Samos Luna Maria Laura Corradini Falomir                                                                          | Chenoa Coro de Hombres Gay de Madrid Jazz Vilá Jorge Calvo Juanba Cucarella Piti Alonso | 2:46     |  |
| 4.         | « En tu cruz me clavaste - Versión Inés (de Chenoa)» | Nicolás Fernández Galvez Perez Ponferrada Rodriguez Luque Guillermo                                                       | Nina                                                                                    | 1:28     |  |
| 10:07      |                                                      | |                                                                                         |          |  |

| Episodio 5 |                                      | |                                                                   |          |  |
| N.º        | Título                               | Escritor(es)                                                                                                 | Voz principal                                                     | Duración |  |
| 1.         | «Feliz, feliz en tu día»             | Emilio Aragón Bermúdez                                                                                       | Estevan Navarro Álvaro Almodóvar                                  | 0:49     |  |
| 2.         | «Blanco y negro (de Malú)»           | Aitor Umberto García López Armando Antonio Ávila de la Fuente Julián Ramírez Arellano María Bernal Hernández | Bea Fernández Mariano Peña Nina                                   | 3:07     |  |
| 3.         | «Retorciendo palabras (de Fangoria)» | Carlos Jean Arriaga Ignacio Canut Guillen María Josefa Martín de la Hoz Olvido Gara Jova                     | Martin Urrutia Fernández                                          | 2:30     |  |
| 4.         | «Todo por un sueño (de Popstars)»    | Jose Alberto Martín García Juan Antonio Simarro González                                                     | Fernández Urrutia Carlos González Omar Ayuso Yenesi Álvaro Jurado | 1:38     |  |
| 8:04       |                                      | |                                                                   |          |  |

| Episodio 6 |                                           |                                                   |                                                                                 |          |  |
| N.º        | Título                                    | Escritor(es)                                      | Voz principal                                                                   | Duración |  |
| 1.         | «De pata negra (de Melody)»               | José Antonio Benitez Serrano                      | Álvaro Jurado Melody                                                            | 1:52     |  |
| 2.         | «Eres tan travesti (de La Prohibida)»     | Pablo Nicolás Zaragoza                            | Álvaro Jurado Yenesi                                                            | 1:41     |  |
| 3.         | « Soy yo + Dime (de Marta Sánchez+ Beth)» | Mark Philip Taylor Paul Michael Barry Steve Torch | Bea Fernández Martin Urrutia Carlos González Omar Ayuso Yenesi Álvaro Almodóvar | 3:00     |  |
| 6:33       |                                           |                                                   |                                                                                 |          |  |

## Lanzamiento
En septiembre de 2024, Atresmedia publicó las primeras imágenes de Mariliendre durante la presentación del proyecto en el FesTVal de Vitoria.
En diciembre de 2024, Atresplayer publicó el cartel oficial de la serie y anunció que se estrenaría en abril de 2025. Posteriormente, en marzo de 2025, Atresmedia publicó el tráiler oficial de la serie y anunció que se estrenaría en su plataforma el 27 de abril.

### Festivales de cine
En febrero de 2025 se anunció que Mariliendre sería la primera serie en participar en la Sección Oficial de la 28 edición del Festival de Málaga de Cine Español, fuera del concurso, y de clausurar el festival como producto de gala final con un visionado exclusivo el 22 de marzo de 2025.
Mariliendre también fue seleccionada entre las mejores ficciones internacionales para participar en el festival Séries Mania en Lille (Francia), donde el 25 de marzo de 2025 se proyectaron de manera exclusiva los dos primeros episodios de la ficción, contando también con un debate-coloquio y una presentación oficial. 
La serie fue presentada el 28 de marzo de 2025 en el 'Media Festival' de la Universidad Carlos III de Madrid, contando con un pequeño coloquio al que acudió parte del elenco principal.
La ficción también contó con una proyección del primer episodio y una mesa redonda en varios festivales: el 29 de marzo de 2025 en la octava edición del festival 'Crossover. Cultura de Series' en San Sebastián, el 5 de abril de 2025 como parte de la sexta edición del festival 'LABdeseries' en Valencia, y el 25 de abril de 2025 en la duodécima edición del festival 'Carballo Interplay' en Carballo.

### Estreno en cines
El 24 de abril de 2025, los dos primeros episodios de la ficción se estrenaron en cines de toda España, bajo la distribución de Beta Fiction Spain. Se trató de un evento cinematográfico único que contó con la presencia del elenco en el estreno en Madrid para un coloquio exclusivo, que fue retransmitido en simultáneo en todos los cines donde se proyectó la serie.
El debut de la producción en cines consiguió la cuarta posición en taquilla con un solo pase, en un total de 132 salas.

### Post-estreno
El 23 de mayo de 2025, en la Academia de Cine, tuvo lugar un maratón de los cuatro primeros capítulos de la serie, así como la proyección en exclusiva del quinto episodio antes de su estreno oficial; el evento contó con parte del electo principal.
El 29 de mayo de 2025, en el Palacio de la Prensa en Madrid, se proyectó de manera exclusiva el capítulo 6, en un evento ‘sing along’ que contó con los protagonistas de la ficción.

## Recepción
En octubre de 2024 en MIPCOM, la edición del mercado internacional de televisión celebrado en Cannes, Mariliendre fue seleccionada como una de las ficciones más relevalentes a nivel internacional.

### Reconocimientos
| Año  | Premio               | Categoría           | Trabajo nominado      | Resultado | Ref.   |
| ---- | -------------------- | ------------------- | --------------------- | --------- | ------ |
| 2025 | Premio Diversa       | Mejor serie de 2025 | Mariliendre           | Ganadora  | [ 32 ] |
| 2025 | Premios Seriemananía | Mejor reparto       | Elenco de Mariliendre | Ganadora  | [ 33 ] |